# YBC 7289

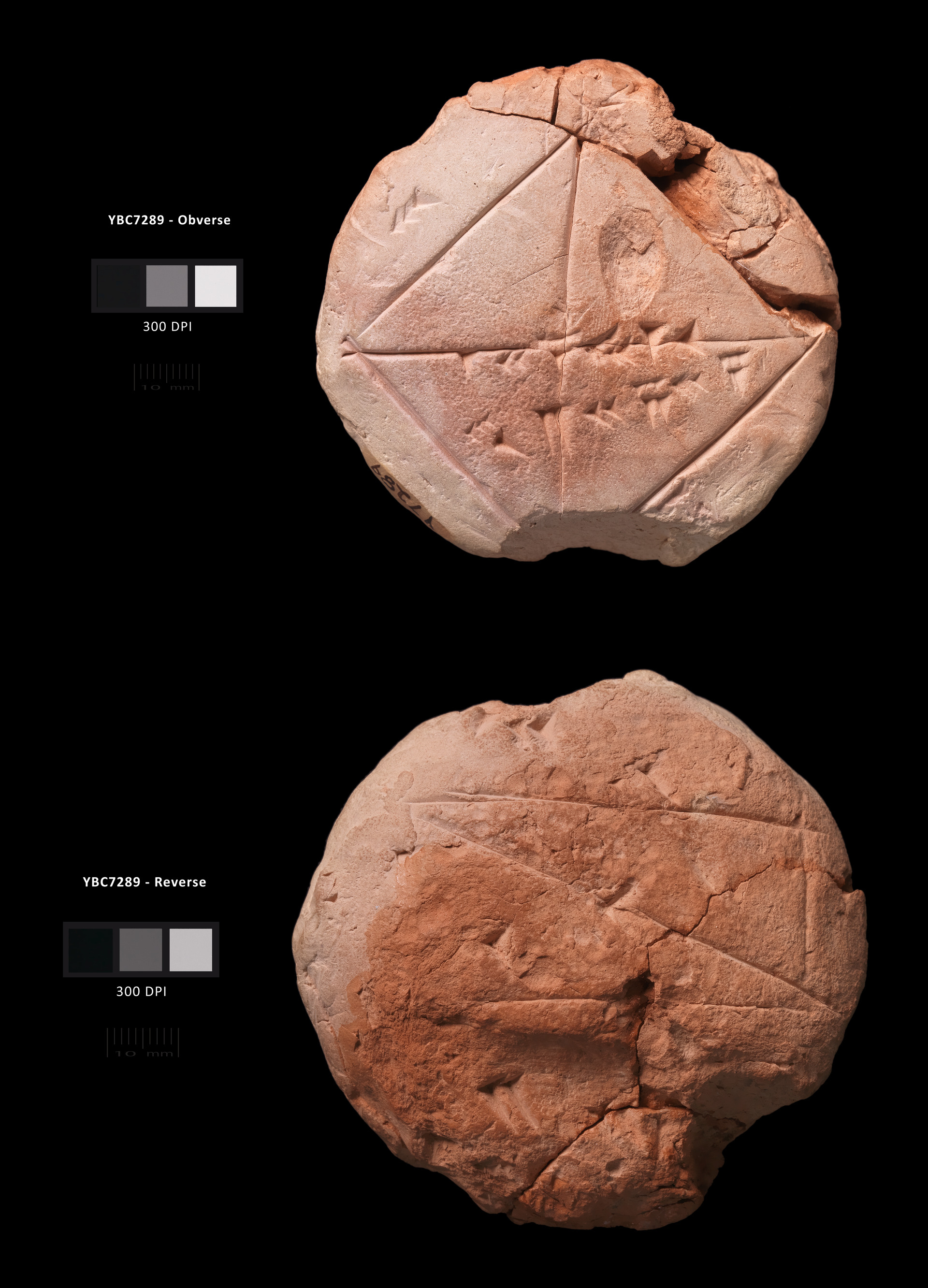
YBC 7289

YBC7289 は、古代バビロニア（ハンムラビ王朝でありネブカドネザル王朝ではない）の数学粘土板である。60進数によって2の平方根あるいは単位正方形の対角線長の高精度の近似値が記録されている。
この数値の精度は60進4桁であり、10進数で約7桁に相当する（すなわち、「ヒトヨヒトヨニヒトミゴロ」の「ミ」辺りまで合っている。近似値は≒1.414212963 である）。そこから、「古代世界で得られた既知の値のうち、最高の計算精度に到達している」と評されてもいる。この粘土板は紀元前18世紀から紀元前17世紀頃に、メソポタミア南部の書記（あるいは書記見習い）によって書かれたと推定されている。

## 起源

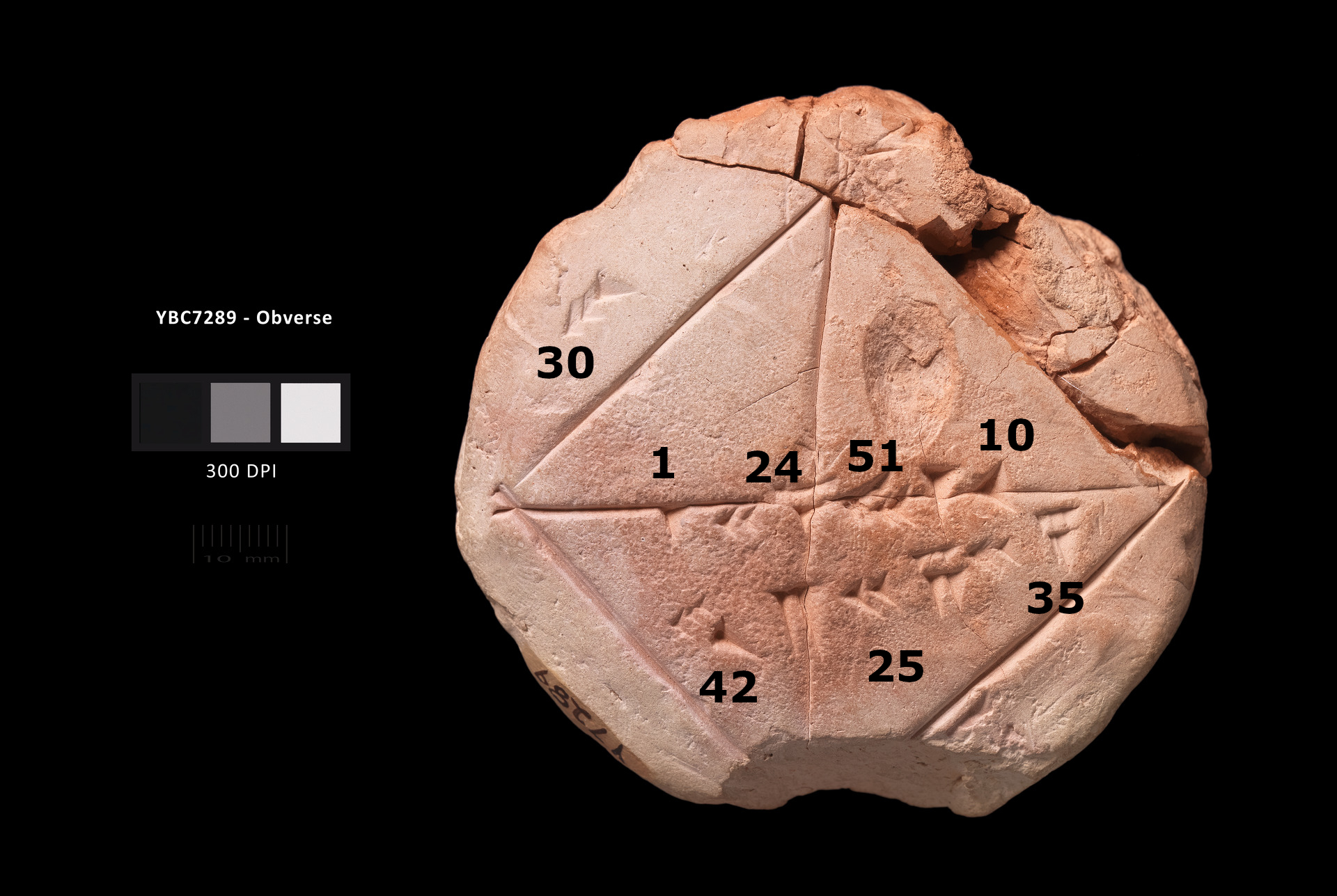
注釈のあるバビロニアの粘土板 YBC 7289。対角線には、2の平方根の近似値が60進数4桁、1 24 51 10 で表示。これは10進数約6桁に相当。1 + 24/60 + 51/602 + 10/603 = 1.41421296… タブレットには、正方形の一辺が 30 で、その結果の対角線が 42 25 35 または 42.4263888… になる例も示されている。

YBC 7289 の作成年代は不明だが、その形状と文体から、紀元前18世紀から紀元前17世紀の間にメソポタミア南部で作成されたと考えられている。

## 内容
YBC7289には、正方形と2本の対角線が描かれている。その一辺には60進数で 30（10進数でも同じ）と書かれており、さらに2つの近似値が添えられている。
一つは単位正方形の対角線の長さ（2の平方根）であり、60進4桁の数字 "1:24:51:10" と記されている。これは 1 + 24/60 + 51/3,600 + 10/216,000 = 305,470/216,000（既約分数ではない。分母は 60 の冪乗である）を表す。もう一つは 42:25:35 であるが、これは 1:24:51:10 の1/2である。
YBC7289 は（しばしば写真で見られるように）正方形が斜めに配置された状態で示されることが多いが、アッカド語は数値を含めて横書きにされているようなので、辺を垂直・水平に配置しても不自然ではない。
この粘土板の数学的重要性は、1945年にオットー・ノイゲバウアーとエイブラハム・サックス (en:Abraham Sachs) によって認識され、「古代世界で得られた既知の値のうち、最高の計算精度に到達」していると評価された。
デイビッド・ファウラー (David Fowler) とエレノア・ロブソン (en:Eleanor Robson) は「ここから、幾何学的に意味のある逆数の対が求められる」と述べている。彼らは「バビロニア数学における逆数の対の重要性がこの解釈を魅力的にしている一方で、懐疑的な理由もある」と指摘している。また、粘土板の裏側は部分的に失われているが、ロブソンは辺長が3と4で対角線が5である長方形の対角線長に関して同様の問題が示されていると考えている。YBC7289が円形であることと、上部に大きな文字が書かれていることから、書記が手で持ったまま作業を行ったことが示唆されている。
この書記は、別のバビロニアの粘土板 BM96957 と VAT6598 にも記載されていることから、おそらく別の粘土板から 2の平方根の60進数値を転記したと思われているが、同僚の書記と共に自前で計算したという憶測もある。すなわち、この値を計算するために、現代では「フェルマー系列」（「プトレマイオス系列」あるいは「トレミー系列」と呼称すべきではないか、という意見もある。詳細は原始ピタゴラス数を参照）と呼ばれる漸化式によって、(1, 3), (3, 7), (7, 17), (17, 41) という数列を得て、(17, 41) から {696, 697, 985} を導出し、696 + 697/985 を求めて丸めたと考えられる。
2の平方根に対する同じ60進法近似、1:24:51:10 は、後世のギリシャの数学者プトレマイオスの著書『アルマゲスト』にも記載された。プトレマイオスはこの近似値をどこから得たのかを説明していないため、「長辺と短辺の長さの差が1であるピタゴラス三角形を得る」という漸進的な方法が伝わっていたか、独自に発見したかについては不確かである。ギリシャ式の (1, 2), (2, 5), (5, 12), (12, 29) によっても、{696, 697, 985} を得ることができるからである。したがって、「トレミーが独立に発見した」という仮説は捨てきれない。